# Cierva C.25
Die Cierva C.25 (auch Comper C.25) war ein Tragschrauber, der Anfang der 1930er Jahre in einem Exemplar in Großbritannien bei der Comper Aircraft Company konstruiert und gebaut wurde. Lediglich das Rotorsystem stammte von der Cierva Autogiro Company. Da Comper die Flugzeugzelle der Swift als Grundlage verwendete, wird die C.25 auch als Swift-Variante angesprochen.

## Geschichte
Die Entwicklung der C.25 war der Versuch von Comper Aircraft einen billigen Tragschrauber für Sportzwecke zu bauen. Es ist nicht klar, ob Comper bei Cierva wegen des Baus der C.25 vorstellig wurde, oder ob die Anfrage von Cierva kam. Die Entwicklung begann im März 1931, dem Höhepunkt der Swift-Produktion. Pro Monat konnte Comper eine Swift ausliefern. Die Arbeiten dauerten das gesamte Jahr 1931 an, erst im Februar 1932 war die Maschine bereit für erste Testflüge. Das am 25. Januar 1932 zugeteilte Kennzeichen G-ABTO trug die C.25 jedoch nie. 
Einen ersten Flugversuch führte Juan de la Cierva im März 1932 selbst aus, wobei die Maschine jedoch zu früh abhob, wieder zur Erde zurückfiel und dabei starke Beschädigungen erlitt. Cierva führte dies auf die unzureichende Qualität der Balsaholz-Rotorblätter zurück. Nach dem Ersatz der Balsablätter durch übliche stoffbespannte Blätter mit einem Rippenunterbau konnte Cierva den erfolgreichen 
Erstflug am 21. April 1932 durchführen. Wie die C.24 in ihrer Ausgangsform, litt auch die C.25 unter einer unzureichenden Richtungsstabilität. Provisorisch wurde eine große Seitenleitwerksflosse installiert, die jedoch nur eine geringe Verbesserung brachte. Das Problem lag wahrscheinlich in dem großen Rotorpylon begründet, der dafür verantwortlich war, dass das Seitenleitwerk vollständig im Strömungsschatten lag. Eine Lösung brachte die Ergänzung von zwei senkrechten Scheiben, die etwa in der Mitte des Höhenruders angeordnet waren.
Comper plante zwar keine Serienfertigung der C.25, hätte jedoch weitere Exemplare gebaut, wenn dafür Aufträge eingegangen wären. Im März 1933 zog das Unternehmen von Hooton Park in der Nähe von Liverpool nach Heston, dem „Mekka“ des britischen Leichtflugzeugbaus in den 1930er Jahren. Auch die C.25 wurde von Nicholas Comper dorthin überführt und am 27. April im nahegelegenen Hanworth der Öffentlichkeit präsentiert, wobei jedoch auf Flugvorführungen verzichtet wurde.  
Als ein Jahr später bei einer Flugvorführung in Heston ein Rotorblatt brach, wurde die C.25 zerlegt und wahrscheinlich später verschrottet, als im folgenden Jahr Comper in dem neu gegründeten Unternehmen Heston Aircraft aufging.

## Konstruktion
Die Grundkonzeption entsprach der bei der Cierva C.19 anfangs gewählten Auslegung. Das heißt, es gab noch keinen kippbaren Rotorkopf (Direct Control), wie er dann später bei der Cierva C.19 Mk. V erprobt und bei der Cierva C.30 in Serie eingesetzt wurde. Comper verwendete das von Cierva gelieferte Rotorsystem mit einem freitragenden Dreiblattrotor. Die Flugsteuerung war konventionell mit Höhen- und Seitenruder sowie Querrudern ausgeführt. Anders als bei der C.19 und C.24 waren die Enden der hoch gestreckten Tragfläche nicht nach oben gebogen. Der Rotor konnte vor dem Start über eine mechanische Kupplung vom Motor in Drehung versetzt werden.
Wie die Swift, war die C.25 eine reine Holzkonstruktion, wobei mit Ausnahme der hinteren Rumpfdecke der Rumpf mit Sperrholz beplankt war. Eine Metallverkleidung besaßen sowohl die hölzerne Struktur des hohen Rotorpylons als auch der vordere Rumpf unmittelbar hinter dem Triebwerk. Die Tragflächen, die obere Rumpfdecke und auch die Leitwerksflächen hatten eine Stoffbespannung. 
Der 85 PS leistende Pobjoy-Cataract-Sternmotor besaß ein Untersetzungsgetriebe und trieb einen Zweiblattpropeller mit einem Durchmesser von 1,98 m an. Es handelte sich wohl tatsächlich um einen Pobjoy-R-Motor, da erst später (1934?) eine Umbenennung des Triebwerks in Cataract erfolgte. Das Fahrwerk war länger und hatte eine größere Spurweite gegenüber dem der Swift. Für den vorderen der beiden kleinen Gepäckräume lieferte Comper einen genau eingepassten Koffer dazu. 